# (2069) Хаббл
(2069) Хаббл (англ. Hubble) — типичный астероид главного пояса, который был открыт 29 марта 1955 года в рамках проекта IAP в обсерватории им. Гёте Линка и назван в честь великого американского астронома, изменившего представления людей о Вселенной, Эдвина Хаббла.

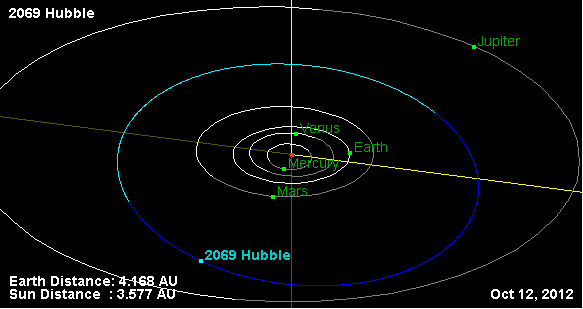
Орбита астероида Хаббл и его положение в Солнечной системе